# Boczorna

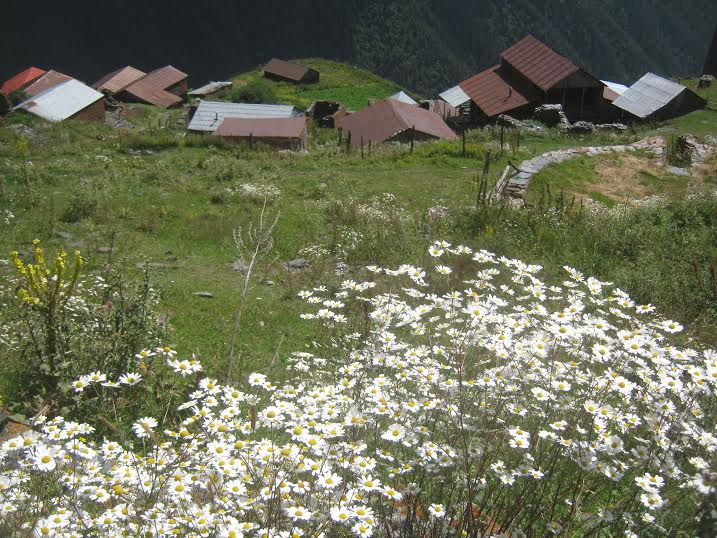
Wieś Bochorna

Boczorna – wieś w Gruzji, w regionie Kachetia, w gminie Achmeta. W 2014 roku liczyła 1 mieszkańca.